# NGC 231
NGC 231 je otvoreni skup u zviježđu Tukanu.

## Vanjske poveznice
- SEDS: NGC 0231